# 提督之决断
《提督之决断》是一款由光荣公司制作和发行的战略类游戏。游戏最初于1989年在PC-98上发行，后移植至其他多个平台Sharp X68000（1990年）、MSX（1991年）、世嘉Mega Drive和超级任天堂。游戏后也在WonderSwan Color、PlayStation 2等平台发行。
玩家在开始游戏时选择9个场景中的一个，此外玩家需要选择第二次世界大战两大海军力量中的一个：盟军的美国和轴心国的日本。
《電腦遊戲世界》1993年版认为世嘉Mega Drive版本《提督之决断》适合通常不玩电子游戏的战略类游戏玩家。报告尽管批评了游戏缺乏内容，但是提到游戏的随机战役提供了200至300个游戏小时。这个比其他同类价格的卡带多得多。杂志提到《提督之决断》建立了一个新的电子游戏趋势。